# Premios del Sindicato de Productores de Estados Unidos
Los Premios Producers Guild of Estados Unidos fueron creados por el tesorero y presidente del gremio de PGA, Joel Freeman y Leonard Sternen 1990. Originalmente fueron llamados como los premios Golden Laurel hasta el año 2001. Los premios son usados para honrar a los visionarios que producen y ejecutan películas y series. La ceremonia ha sido organizada cada año por presentadores/anfitriones famosos, incluidos Nick Clooney, Michael Douglas, Robert Guillaume, James Earl Jones, Jack Lemmon, Shirley MacLaine, Garry Marshall, Walter Matthau, Ronald Reagan, Marlo Thomas, Grant Tinker, Ted Turner, y Karen S. Kramer, entre otros.

## Ceremonias
| Edición                                | Fecha                | Localización            | Mejor Película                                    |
| -------------------------------------- | -------------------- | ----------------------- | ------------------------------------------------- |
| 1st Golden Laurel Awards               | 28 de marzo de 1990  | Beverly Wilshire Hotel  | Driving Miss Daisy                                |
| 2nd Golden Laurel Awards               | 5 de marzo de 1991   | Beverly Wilshire Hotel  | Dances with Wolves                                |
| 3rd Golden Laurel Awards               | 4 de marzo de 1992   | Beverly Wilshire Hotel  | The Silence of the Lambs                          |
| 4th Golden Laurel Awards               | 3 de marzo de 1993   | Beverly Wilshire Hotel  | The Crying Game                                   |
| 5th Golden Laurel Awards               | 2 de marzo de 1994   | Beverly Wilshire Hotel  | La lista de Schindler                             |
| 6th Golden Laurel Awards               | 8 de marzo de 1995   | Beverly Wilshire Hotel  | Forrest Gump                                      |
| 7th Golden Laurel Awards               | 4 de marzo de 1996   | Beverly Wilshire Hotel  | Apolo 13                                          |
| 8th Golden Laurel Awards               | 12 de marzo de 1997  | Universal Hilton Hotel  | El paciente inglés                                |
| 9th Golden Laurel Awards               | 3 de marzo de 1998   | The Beverly Hilton      | Titanic                                           |
| 10th Golden Laurel Awards              | 3 de marzo de 1999   | The Century Plaza Hotel | Saving Private Ryan                               |
| 11th Golden Laurel Awards              | 2 de marzo de 2000   | The Century Plaza Hotel | American Beauty                                   |
| 12th Golden Laurel Awards              | 3 de marzo de 2001   | The Century Plaza Hotel | Gladiator                                         |
| 13th Producers Guild of America Awards | 3 de marzo de 2002   | The Century Plaza Hotel | Moulin Rouge!                                     |
| 14th Producers Guild of America Awards | 2 de marzo de 2003   | The Century Plaza Hotel | Chicago                                           |
| 15th Producers Guild of America Awards | 17 de enero de 2004  | The Century Plaza Hotel | El Señor de los Anillos: el retorno del Rey       |
| 16th Producers Guild of America Awards | 22 de enero de 2005  | Culver Studios          | El aviador                                        |
| 17th Producers Guild of America Awards | 22 de enero de 2006  | Universal Hilton Hotel  | Brokeback Mountain                                |
| 18th Producers Guild of America Awards | 20 de enero de 2007  | The Century Plaza Hotel | Little Miss Sunshine                              |
| 19th Producers Guild of America Awards | 2 de febrero de 2008 | The Beverly Hilton      | No Country for Old Men                            |
| 20th Producers Guild of America Awards | 24 de enero de 2009  | Hollywood Palladium     | Slumdog Millionaire                               |
| 21st Producers Guild of America Awards | 24 de enero de 2010  | Hollywood Palladium     | The Hurt Locker                                   |
| 22nd Producers Guild of America Awards | 22 de enero de 2011  | The Beverly Hilton      | El discurso del rey                               |
| 23rd Producers Guild of America Awards | 21 de enero de 2012  | The Beverly Hilton      | The Artist                                        |
| 24th Producers Guild of America Awards | 26 de enero de 2013  | The Beverly Hilton      | Argo                                              |
| 25th Producers Guild of America Awards | 19 de enero de 2014  | The Beverly Hilton      | 12 Years a Slave y Gravity                        |
| 26th Producers Guild of America Awards | 24 de enero de 2015  | The Century Plaza Hotel | Birdman o (la inesperada virtud de la ignorancia) |
| 27th Producers Guild of America Awards | 23 de enero de 2016  | The Century Plaza Hotel | La gran apuesta                                   |
| 28th Producers Guild of America Awards | 28 de enero de 2017  | The Beverly Hilton      | La La Land                                        |
| 29th Producers Guild of America Awards | 20 de enero de 2018  | The Beverly Hilton      | La forma del agua                                 |
| 30th Producers Guild of America Awards | 19 de enero de 2019  | The Beverly Hilton      | Green Book                                        |
| 31st Producers Guild of America Awards | 18 de enero de 2020  | Hollywood Palladium     | 1917                                              |
| 32nd Producers Guild of America Awards | 24 de marzo de 2021  | Virtual ceremony        | Nomadland                                         |
| 33rd Producers Guild of America Awards | 19 de marzo de 2022  | The Century Plaza Hotel | CODA                                              |